# Merindad de Valdivielso
Merindad de Valdivielso és un municipi de la província de Burgos a la comunitat autònoma de Castella i Lleó. Forma part de la comarca de Las Merindades.

## Demografia
| 1996 | 1998 | 1999 | 2000 | 2001 | 2002 | 2003 | 2004 | 2005 | 2006 | 2007 |
| ---- | ---- | ---- | ---- | ---- | ---- | ---- | ---- | ---- | ---- | ---- |
| 581  | 573  | 560  | 546  | 535  | 533  | 513  | 492  | 474  | 469  | 454  |

## Administració
| Període      | Nom de l'alcalde/-essa      | Partit polític                       | Data de possessió |
| ------------ | --------------------------- | ------------------------------------ | ----------------- |
| 1979 - 1983  | Julián de la Torre Arce     | A.E.                                 | 19/04/1979        |
| 1983 - 1987  | Raimundo Ruiz               | Alianza Popular                      | 28/05/1983        |
| 1987 - 1991  | Raimundo Ruiz               | Alianza Popular                      | 30/06/1987        |
| 1991 - 1995  | Raimundo Ruiz               | PP                                   | 15/06/1991        |
| 1995 - 1999  | María Jesús González Pereda | Cerezos y Pinos (independent)        | 17/06/1995        |
| 1999 - 2003  | Don Benjamín López-Linares  | PP                                   | 03/07/1999        |
| 2003 - 2007  | Jesús Arce Garmilla         | PSOE                                 | 14/06/2003        |
| 2007 - 2011  | Jesús Arce Garmilla         | PSOE                                 | 16/06/2007        |
| 2011 - 2015  | Óscar Palencia Corrales     | PP                                   | 11/06/2011        |
| 2015 - 2019  | Joaquín Garmilla Ebro       | Juntos por Valdivielso (independent) | 13/06/2015        |
| 2019 - 2023  | n/d                         | n/d                                  | 15/06/2019        |
| Des del 2023 | n/d                         | n/d                                  | 17/06/2023        |